# Will Insley
Will Insley (* 15. Oktober 1929 in Indianapolis; † 12. August 2011 in New York City) war ein US-amerikanischer Maler, Architekt und Planer von utopischen Stadtmodellen. Als Maler der Geometrischen Abstraktion war er bekannt für seine großflächigen geometrischen Bildelemente.

## Leben und Werk
William Francis Insley studierte am Amherst College in Massachusetts. Er hatte dort auch seine erste Einzelausstellung. Im Jahr 1955 machte er seinen Master of Architecture an der Harvard Graduate School of Design.
Seit dem Jahr 1965 entwickelte Insley Wandfragmente für Räume in utopischen Städten, die einer besseren menschlichen Denk- und Handelsweise entsprechen sollten: The Interior Building – das innere Gebäude, das der Mensch nach außen bauen soll. Diese Utopie war sein zentrales Werk: die Onecity inmitten der USA mit 160 000 Quadratmeilen umbauter Fläche für die gesamte Bevölkerung. Er schuf Pläne, Aufrisse, wall fragments und Modelle, die systematisch strukturiert sind.
Seit dem Jahr 1966 war er Gastdozent an verschiedenen Hochschulen und Universitäten. Seit 1969 lehrte er an der School of Visual Arts in New York City.
Will Insley war mit einem Modell, einer Isometrie und Bleistiftszeichnung für „Gate – First Stage of the Interior Building“ und „The Interior Building – Overall Plan“ Teilnehmer der Documenta 5 in Kassel im Jahr 1972 in der Abteilung Individuelle Mythologien und auch auf der Documenta 6 im Jahr 1977 als Künstler vertreten.
Er erhielt den Preis der National Foundation on Arts and Humanities und ein Guggenheim-Stipendium. Insley lebte zuletzt in New York City. Sein künstlerisches Vermächtnis wird nach seinem Tod 2011 durch die Westwood Gallery in New York verwaltet.